# Susanna Agnelli
Susanna Agnelli, italijanska političarka in pisateljica, * 24. april 1922, Torino, † 15. maj 2009, Rim.
Agnellijeva je v svoji politični karieri bila: senatorka Italijanske republike, evroposlanka, ministrica za zunanje zadeve Italije (1995-96),...